# Selling My Soul
Selling My Soul è il terzo album in studio da solista del rapper statunitense Masta Killa, già membro del Wu-Tang Clan. Il disco è stato pubblicato nel 2012.

## Tracce
1. Skit – 0:49
2. Intro – 1:41
3. Soul & Substance – 2:47
4. R U Listening – 2:57
5. Things Just Ain't the Same – 3:19
6. Part 2 (featuring Kurupt) – 1:25
7. Cali Sun (featuring Kurupt) – 2:31
8. What U See – 2:17
9. Food – 3:23
10. Skit – 0:58
11. All Natural – 2:38
12. Wise Words – 3:34
13. Divine Glory – 2:33
14. Skit – 0:26
15. Dirty Soul (featuring Ol' Dirty Bastard) – 4:57
16. Wisdom (Skit) – 2:53